# 리베라 메
"리베라 메"는 2000년에 개봉한 대한민국의 재난 영화이자 액션 범죄 영화이다.

## 줄거리
소년원에 수감되었던 여희수가 12년의 긴 형기를 마친 뒤 가석방된다. 그가 출소하는 순간, 마치 예정된 각본처럼 교도소의 보일러실에서 폭발이 일어나 회색 건물을 불길로 뒤덮는다. 
5개월 후, 부산 도심의 한 약국에서 정체불명의 화재가 발생하고, 이 사고로 소방서장의 동생이자 소방관인 이인수가 목숨을 잃는다. 동료의 죽음에 소방서 전체가 깊은 슬픔에 잠기고, 그의 파트너였던 조상우는 큰 충격에 빠진다. 인수는 마지막 순간에 자신의 손전등을 꺼, 상우가 불길 속으로 들어오지 못하게 막으며 스스로를 희생했다. 
며칠 뒤, 또 다른 화재가 한 아파트 단지에서 발생한다. 노후된 건물은 붕괴 직전이다. 상우는 맹렬한 집념으로 구조 작업에 뛰어들고, 그의 새로운 파트너 김현태는 상우에게서 설명하기 어려운 불안함을 느낀다. 연이어 벌어지는 화재에 도시는 점차 공포에 휩싸인다. 경찰은 사건의 원인을 축소하려 하지만, 수사관 전민성은 이 일련의 화재가 모두 방화라는 확신을 갖기 시작한다. 좋은.

## 캐스팅
- 차승원 : 여희수 역
- 최민수 : 조상우 역 - 소방대원
- 김규리 : 현민성 역 - 조사관
- 박상면 : 박한무 역 - 소방대원
- 이호재 : 이인호 역 - 소방대 반장
- 정원중 : 설인재 역 - 화재담당 형사
- 정준 : 이준성 역 - 소방대원
- 정애리 : 정명진 역 - 아동정신과 의사
- 김수로 : 망치 역
- 유지태 : 김현태 역 - 소방대원
- 김애란 : 선아 역
- 박재훈 : 정종구 역
- 허준호 : 이인수 역 - 소방대 반장 이인호의 동생 소방대원
- 어현규
- 진남수

## 수상
- 2000년 제21회 청룡영화상
  - 기술상 - 정도안
- 2001년 제37회 백상예술대상
  - 영화부문 대상 - 드림써치
  - 영화부문 작품상 - 드림써치
  - 영화부문 남자최우수연기상 - 최민수
- 2001년 제38회 대종상
  - 조명상 - 신준하
  - 촬영상 - 서정민
  - 편집상 - 박순덕
- 2001년 제24회 황금촬영상
  - 촬영상(금상) - 서정민
- 2001년 제9회 춘사영화상
  - 기술상 - 정도안
  - 촬영상 - 서정민